# 勒羅伊 (堪薩斯州)
勒羅伊（LeRoy）為美国堪薩斯州科菲縣轄下的城市。根據2010年美國人口普查，此城市人口有561人。

## 歷史
勒羅伊設立於1855年，城市名字則以伊利諾伊州的城市勒羅伊命名。
此城市第一所郵政局於1856年3月20日開設。

## 地理
勒羅伊坐落於北緯38度5分2秒、西經95度37分59秒（亦可表示為38.083958, -95.633139）處。根據美国人口调查局的資料，此城市總面積為2.15平方（0.83平方英里），其中2.12平方（0.82平方英里）為陸地，0.03平方（0.01平方英里）為水域。

### 氣候
夏季溼熱、冬季不甚乾冷為此地區的氣候特徵。根據柯本气候分类法，勒羅伊的氣候屬於副热带湿润气候（氣候地圖簡寫「Cfa」）。

## 人口統計
| 调查年                | 人口 | 备注   | %±     |
| --------------------- | ---- | ------ | ------ |
| 1860                  | 222  |        | —      |
| 1870                  | 410  |        | 84.7%  |
| 1880                  | 545  |        | 32.9%  |
| 1890                  | 893  |        | 63.9%  |
| 1900                  | 772  |        | −13.5% |
| 1910                  | 861  |        | 11.5%  |
| 1920                  | 815  |        | −5.3%  |
| 1930                  | 788  |        | −3.3%  |
| 1940                  | 751  |        | −4.7%  |
| 1950                  | 695  |        | −7.5%  |
| 1960                  | 601  |        | −13.5% |
| 1970                  | 551  |        | −8.3%  |
| 1980                  | 701  |        | 27.2%  |
| 1990                  | 568  |        | −19.0% |
| 2000                  | 593  |        | 4.4%   |
| 2010                  | 561  |        | −5.4%  |
| 2014年估计            | 550  | [ 11 ] | −2.0%  |
| U.S. Decennial Census |      |        |        |

### 2010年普查
據2010年人口普查，此城市人口有561人，戶數230戶，156個家庭。人口密度為264.1人/每平方公里（684.1人/每平方英里）。此城市有269棟住宅，平均每平方公里有328.0棟住宅。此城市居民之種族中，白人佔97.9%，美洲原住民佔0.2%，亞裔美國人佔0.2%，混血種族則佔1.8%。而西班牙裔或拉丁裔美國人佔此城市人口的1.6%。
此城市之戶籍數計有230戶。其中擁有18歲以下孩童的住戶佔33.0%；已婚夫婦且同居的住戶佔53.5%，住戶為未婚女性者佔10.9%；住戶為未婚男性者佔3.5%；住戶並非一個家庭的佔32.2%。住戶為獨自一人居住的佔全戶之29.1%，其中有10.4%為65歲或以上之獨居老人。每戶住戶平均成員人數為2.44人，每個家庭平均成員人數則是2.99人。
此城市居民之年齡中位數為40.9歲。以年齡層分類，年齡低於18歲者佔26.2%；年齡介在18歲至24歲之間者佔6.1%；年齡介在25歲至44歲之間者佔22%；年齡介在45歲至64歲之間者佔29.8%；年齡高於65歲者佔15.9%。男性佔全市人口之50.4%，女性則佔全市人口之49.6%。

### 2000年普查
據2000年人口普查，此城市人口有593人，戶數239戶，162個家庭。人口密度為272.6人/每平方公里（704.6人/每平方英里）。此城市有268棟住宅，平均每平方公里有123.2棟住宅。此城市居民之種族中，白人佔97.13%，美洲原住民佔0.17%，混血種族則佔2.70%。而西班牙裔或拉丁裔美國人佔此城市人口的1.01%。
此城市之戶籍數計有239戶，其中擁有18歲以下孩童的住戶佔33.5%；已婚夫婦且同居的住戶佔54.4%，住戶為未婚女性者佔9.6%；住戶並非一個家庭的佔32.2%。住戶為獨自一人居住的佔全戶之29.3%，其中有14.2%為65歲或以上之獨居老人。每戶住戶平均成員人數為2.48人，每個家庭平均成員人數則是3.06人。
以年齡層分類，年齡低於18歲者佔28.3%；年齡介在18歲至24歲之間者佔7.3%；年齡介在25歲至44歲之間者佔30.0%；年齡介在45歲至64歲之間者佔20.7%；年齡高於65歲者佔13.7%。此城市居民之年齡中位數為36歲。性別比方面，每100名女性所對應的男性數為96.4名，如只計算18歲或以上的居民，則是每100名女性所對應的男性數為90.6名。
此城市每戶平均收入為30,341美元，每個家庭平均收入為39,375美元。男性平均收入25,469美元；女性平均收入19,886美元。此城市人均收入為15,034美元。此城市約有6.6%的家庭以及10.3%的居民低於貧窮門檻，其中18歲以下者占11.5%，65歲以上者佔15.8%。

## 知名人物
- 比爾·奧托（英语：Bill Otto），堪薩斯州眾議員

## 外部連結
城市
- 勒羅伊市 （页面存档备份，存于）
- 勒羅伊—公職人員名錄

學校
- USD 245 （页面存档备份，存于），所在學區

地圖
- 勒羅伊市地圖 （页面存档备份，存于），堪薩斯州運輸部